# گوکو حاجیفسکی
گوکو حاجیفسکی (مقدونی: Ѓоко Хаџиевски؛ زادهٔ ۳۱ مارس ۱۹۵۵) بازیکن فوتبال اهل مقدونیه شمالی است.